# Терекеево
Терекеево (баш. Тирәкәй) — деревня в Мишкинском районе Башкортостана, входит в состав Мавлютовского сельсовета. По историческим сведениям старое название деревни — Юлдаш, и, возможно, под этим названием ранее располагалась на речке Большой Иняк.  

## История
Основана тептярями по договору 1715 г. о припуске на вотчинных землях башкир Шамшадинской волости Казанской дороги. 
В «Списке населенных мест по сведениям 1870 года», изданном в 1877 году, населённый пункт упомянут как деревня Терекеева 1-го стана Бирского уезда Уфимской губернии. Располагалась при речке Терекее, слева от Кунгурского и Сибирского почтовых трактов, в 40 верстах от уездного города Бирска и в 62 верстах от становой квартиры в селе Аскине. В деревне, в 60 дворах жили 420 человек (201 мужчина и 219 женщин, тептяри), была мечеть. 
Жители деревни в основном занимались земледелием, скотоводством. Была мечеть. В 1906 г. зафиксированы также кузница, 2 бакалейные лавки. 

## Население
| 2002 | 2009 | 2010 |
| ---- | ---- | ---- |
| 173  | ↘146 | ↘130 |

По сведениям Ревизской сказки в деревне проживало (гендерный состав):
1782 г.: мужчин — 24, женщин — 26
1795 г.: мужчин — 33, женщин — 52
1834 г.: мужчин — 116, женщин — 108
1850 г.: мужчин — 173, женщин — 175
1859 г.: мужчин — 193, женщин — 205
1865 г.: 420 чел., дворов — 60
1897 г.: мужчин — 497, женщин — 487 (из них дети до 19 лет — 568)
1906 г.: 806 чел.
1920 г.: 872 чел., дворов — 184
1939 г.: 556 чел.
1959 г.: 443 чел.
1989 г.: 229 чел.
Национальный состав
Согласно переписи 2002 года, преобладающая национальность — татары (98 %).
Вплоть до 1850 г. жители деревни в Ревизских сказках значатся как тептяри (в 1850 г. татары-тептяри), а уже в 1859 г. приписаны к сословию башкир. По переписи 1920 г. снова значатся как тептяри (100%).
По данным Ревизских сказок, в конце XVIII века и в XIX веке в селении процветала многоженство, как правило, у мужчин деревни было по 2 жены разных возрастов и множество детей в каждой семье.

## Географическое положение
Расстояние до:
- районного центра (Мишкино): 21 км,
- центра сельсовета (Татарбаево): 10 км,
- ближайшей ж/д станции (Загородная): 136 км.

В Российской Империи, в разные годы деревня входила в состав административного деления:
1795 г. — Уфимское наместничество Бирского округа ? команда тептярей (старшина — Сафаргали Бикбов);
1834 г. — Оренбургская губерния Бирского уезда 26 тептярская команда (старшина — Абдулвахит Сафаргалин);
1850 г. — Оренбургская губерния Бирского уезда 26 тептярская команда (старшина — Абдрахман Гиндалифов);
1859 г. — Оренбургская губерния Бирского уезда 15 башкирский кантон 17 юрт (старшина — не разборчиво).
Примечательно, в период с 1798 г. по 1865 г. территория Башкирии была поделена на кантоны. Однако деревня Терекеево вошла в состав одного из башкирских кантонов только после 1850 г.

## Люди, связанные с деревней
С учреждением в Башкирии кантонной системы, мужчины ежегодно отправлялись нести караульную службу на Оренбургскую пограничную линию, участвовали в различных военных кампаниях. Но среди уроженцев деревни прослойки военных не отмечается. Видимо, это связано с тем, что деревня вошла в состав одного из башкирских кантонов только после 1850 г. 
Вместе с тем имеются сведения о том, что молодые люди из деревни были браны в ре́круты (т.е. лицо, принятое на военную службу по воинской повинности или найму), в том числе за преступления.
Упоминаются в списке жителей:
указной мулла Изятулла Зайсанов (1785—1856 гг.), 
помощник старшины Абдулвагап Курбангалин (1782—1856 гг.).